# Nachtbus

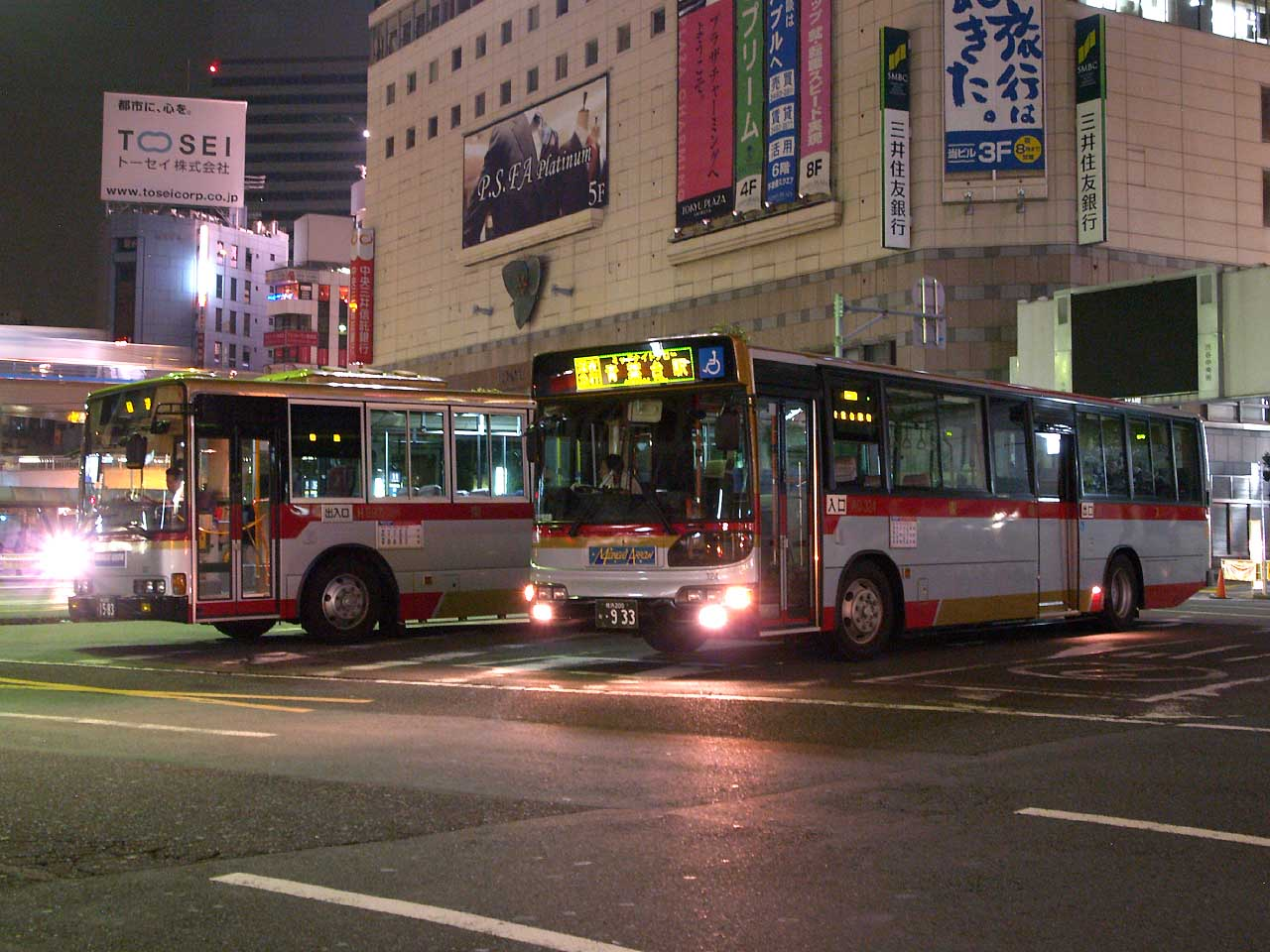
Een nachtbusdienst in Tokio

De nachtbus is een bus die 's nachts rijdt, voornamelijk om mensen die laat uit geweest zijn ('stappers') naar huis te brengen. Nachtbussen rijden na de laatste rit van de gewone dienstregeling.
Nachtbussen rijden niet dezelfde routes als de bus, tram of metro overdag. Omdat er minder nachtlijnen zijn, worden meerdere gebieden met een nachtlijn bediend.
In de grotere steden rijden vaak 'stadsnachtbussen' en vanaf de kleinere steden rijden soms 'streeknachtbussen'. In de meeste steden en regio's rijden de nachtbussen alleen op vrijdag- en zaterdagavond. Doordeweekse nachtbussen zijn vaak beperkt tot een of twee ritten vlak na middernacht of vroeg in de ochtend.

## Nederland
Omdat de exploitatie van de nachtbus duurder is dan de bus overdag, is de OV-chipkaart soms niet geldig. De vervoerder verkoopt dan aparte kaartjes, die niet gesubsidieerd worden door het Ministerie van Infrastructuur en Waterstaat. Daarom is de prijs ervan vaak hoger dan in het reguliere streekvervoer.
In verschillende Nederlandse steden rijden of reden nachtbussen, onder andere in Amsterdam, Den Haag, Rotterdam, Tilburg, Utrecht, Groningen, Breda, Arnhem, Almere en Nijmegen. Daarnaast rijden er verschillende streeklijnen van en naar grotere plaatsen.

## België
In Vlaanderen wordt nachtvervoer, net zoals het andere openbaar bus- en tramvervoer, geëxploiteerd door De Lijn. In de steden Antwerpen, Brugge, Gent, Kortrijk, Leuven en Oostende zijn er nachtbussen. In Brussel heeft de MIVB een nachtnet van 17 lijnen, Noctis genaamd. Het nachtvervoer in Wallonië wordt verzorgd door TEC.
Op de meeste plaatsen is er enkel in het weekend nachtvervoer. In Kortrijk is dit op donderdagnacht.